# Possum Holler Opry
Die Possum Holler Opry war eine US-amerikanische Fernsehsendung, die aus Auftritten bekannter Country-Musiker sowie Sketchen bestand. Die Sendung wurde von dem Fernsehsender WGEM-TV ausgestrahlt.

## Geschichte
Die Possum Holler Opry startete 1961, erst nach der „Blütezeit“ der Country-Shows. Die Show wurde jeden Sonntag live aus dem Studio des Senders live übertragen, das sich in Quincy, Illinois befand. In den drei Staaten Missouri, Iowa und Illinois war es die meistgesehene Sendung der damaligen Zeit, die höchste Einschaltquote lag bei 75.000 Zuschauern pro Sendung. Moderator der Show war „Toby“ Dick Ellis, der schon vorher Erfahrungen als Radiomoderator gesammelt hatte und dessen Firma Elsenpeter Productions die Sendung sponserte. Bekannte Gäste und Mitglieder der Possum Holler Opry waren unter anderem Al Harvey, Ron Hatfield, George Avak und Nancy Mitchell, Tex Ritter, Lester Flatt und Earl Scruggs, die Wilburn Brothers und Billy Grammer.
Bis 1965 lief die Possum Holler Opry erfolgreich, danach nahm ihre Popularität stetig ab, bis die Sendung 1970 ganz eingestellt wurde.